# Tom Sandberg (fotograf)
Tom Sandberg (14. září 1953, Narvik – 5. února 2014) byl norský umělecký fotograf.

## Životopis
Narodil se 14. září 1953 v Narviku, ale vyrostl v Groruddalenu ve východním Oslu. Sandberg pracoval jako fotograf od 70. let 20. století a muzeum moderního umění Astrup Fearnley jej považovalo za jednoho z nejvýznamnějších norských žijících umělců. Jeho dílo Portretter (Portréty, asi 1985) zařadil Morgenbladet mezi 12 nejdůležitějších uměleckých děl. V roce 2010 také získal kulturní ocenění Anderse Jahreho.
Sandberg většinou fotografoval černobíle. Motivy zahrnovaly kompozice mraků a obrazy z letišť a řadu portrétů, včetně kojenců a dětí. Mezi známé snímky patří portréty známých osobností jako byli například: John Cage, Harald Sæverud, Christo nebo Andrej Nebb.
V roce 1977 Dag Alveng a Tom Sandberg založili instituci Fotogalleriet ještě spolu s Bjørnem Høyumem s ambicí vybudovat centrum pro inovativní fotografické postupy. V roce 1979 získala galerie formu nezávislé nadace Forbundet Frie Fotografer (FFF) jako největší ze zúčastněných stran. Fotogalleriet vystavuje díla současných norských a mezinárodních umělců z oblasti fotografického umění a také pořádá každoroční jarní výstavu.
V souvislosti s výzdobou opery v Oslu Sandberg přispěl fotografií ptáků proti šedé obloze v knize Site Seeing. V roce 2015 byla v Domě umělců otevřena výstava „Tom Sandberg: Diptyk“.
Zemřel 5. února 2014 v šedesáti letech.

## Diskografie
- De Press: In a Crowded Room/Passages (1982)
- Holy Toy: Warszawa (1982)
- Holy Toy: Panzer and Rabbits (1984)
- Randall Meyers: Era/Indian Impressions (1986)
- Frøydis Armand, Stein Mehren & Ketil Bjørnstad: For den som elsker (1994)
- Nebb Blagism: Electric Evil (1995)
- Jon Mostad: The Light Shines In the Darkness (1996)
- deLillos: Stakkars (1997)
- De Press: Kalhoz (1998)
- De Press: Dwie tęsknoty (1998)
- De Press: DeFinite (1999)
- Stein-Erik Olsen: Sonata Mongoliana (2000)
- Øystein Birkeland & Håvard Gimse: Martinu & Kabalevsky: Sonatas & Variations for Cello and Piano (2000)
- Kvitretten & Torgeir Rebolledo Pedersen: Kloden er en snurrebass som snurrer oss (2001)
- Cikada Duo, Hilde Torgersen & SISU: John Cage: Will You Give Me to Tell You (2002)
- Gunnar Petersen-Øverleir: Egil Hovland: Organ Works (2004)
- Øystein Sunde: Sånn er’e bare (2005)
- Cikada Strykekvartett, Kaija Saariaho, John Cage & Bruno Maderna: In Due Tempi (2005)
- Kirkelig Kulturverksted: Smak av sommer (2006)
- Cikada Duo: Nordheim (2007)
- Stavanger Symfoniorkester, Elise Båtnes & Christian Eggen: Fartein Valen: Orchestral Music Vol. I (2008)
- Synnøve Rognlien: Undr (2008)
- Stavanger Symfoniorkester & Christian Eggen: Fartein Valen: Orchestral Music Vol. II (2008)
- Stavanger Symfoniorkester, Einar Henning Smebye & Christian Eggen: Fartein Valen: Orchestral Music Vol. III (2009)
- Beady Belle: At Welding Bridge (2010)
- Arne Nordheim, Oslo Filharmoniske orkester, Marius Hesby, Jukka-Pekka Saraste & Rolf Gupta: Epitaffio – Monolith/Epitaffio/Canzona/Fonos/Adieu (2011)
- Frank Kvinge & Synnøve Rognlien: Wild Birds (2012)
- Peter Herresthal, Oslo Filharmoniske orkester & Jukka-Pekka Saraste: Secret Memories (2012)
- Eivind Buene, Poing, Det Norske Blåseensemble & Christian Eggen: Into the Void (2014)
- Stein-Erik Olsen: Seonveh: Ketil Hvoslef Music for Guitar (2015)
- Peter Herresthal, Stavanger Symfoniorkester & Rolf Gupta: Henrik Hellstenus • Ørjan Matre: Violin Concertos (2016)